# Lawrence G. Tesler
Lawrence Gordon Tesler, más conocido como Larry Tesler (The Bronx, Nueva York, 24 de abril de 1945-Portola Valley, California, 16 de febrero de 2020), fue un científico computacional estadounidense que trabajó en el campo de Interacción Humano-Computadora, y también para Xerox PARC, Apple Computer, Amazon.com y Yahoo. Se le atribuye la creación de los comandos de cortar, copiar y pegar (Ctrl+X, Ctrl+C y Ctrl+V respectivamente).

## Biografía
Tesler creció en Nueva York y se graduó del Bronx High School of Science en 1961. Asistió a la Universidad de Stanford, donde estudió Ciencias Computacionales en los años sesenta, y trabajó un tiempo en el Laboratorio de Inteligencia Artificial de Stanford.
Contribuyó en 1967 con Douglas Engelbart en el desarrollo para el Centro de Investigación Palo Alto (PARC) de Xerox una interfaz gráfica de usuario con ratón, creando el sistema para el envío de órdenes a un ordenador desde un periférico, que revolucionó la informática al poder copiar fragmentos de textos y volverlos a pegar en el texto. En 1980 Steve Jobs contrató para Apple a Tesler, tres años después en 1983 desarrolla Lisa, un Macintosh con ratón lanzado comercialmente por la compañía estadounidense en 1984. Junto a Tim Mott fue el creador del procesador de textos Gypsy conocido por las funciones "copiar", "cortar" y "pegar" de los sistemas operativos por el cual fue reconocido.
A lo largo de diecisiete años desarrolló los proyectos AppleNet en los que desarrolló el software de QuickTime, AppleScript y Hypercard de Bill Atkinson, trabajó en los ordenadores Mac de Apple y diseñó la experiencia de compra de Amazon. En 2009 entró a formar parte del equipo de consultoría de Yahoo.
Falleció el 16 de febrero de 2020 a los 74 años. La noticia fue anunciada a través de la cuenta de Twitter de la compañía Xerox Corporation sin que se diera a conocer hasta ahora las circunstancias del deceso.